# 文曲星
中國神話傳說將文曲星視為主管文運與考試的星宿。善於文筆，任職朝廷為大官的，多被指為文曲星下凡。與文昌及魁星不同之處在於，文曲星偏重浪漫的文藝才華，文昌偏重功名利祿，魁星偏重文章寫作。

## 民間信仰

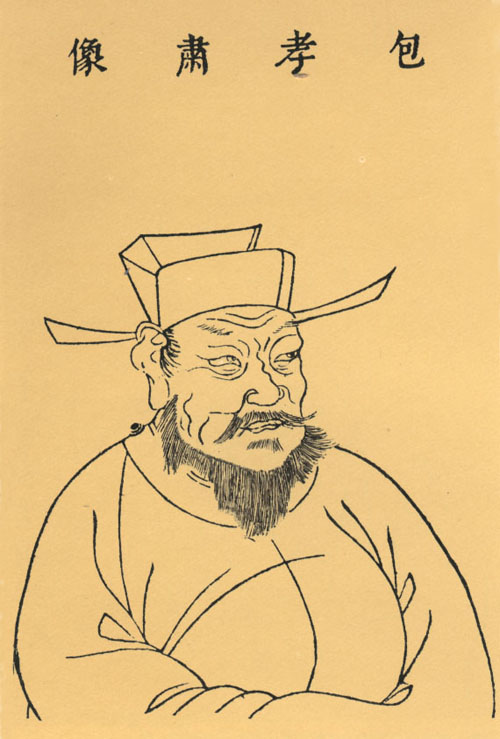
傳說為文曲星轉世的包拯

一般民間信仰、預言書及文學作品中，認為商王子財神比干、商相伊尹、唐相張柬之、宋相范仲淹、開封府尹包拯（范包二人時代重疊）、文天祥和《白蛇傳》男主角許仙的兒子許仕林等等皆為文曲星轉世。
李淳風《藏頭詩》：「有文曲星下界，生於賣豆腐之家，後來為相，自能平之。」（張柬之等人發動政變）。
鄭光祖《立成湯伊尹耕莘．楔子》：「奉上帝着贫道遣文曲星下降，投胎于义水有内。后伊员外收留，养大成人，名为伊尹，佐于成汤，建都于亳邑。仙童，与我唤将文曲星来者。」
許仲琳《封神演義》：比干獲封為文曲星。
施耐庵《水滸傳》:「端的是玉帝差遣紫微宮中兩座星辰下來，輔佐這朝天子：文曲星乃是南衙開封府主龍圖閣大學士包拯，武曲星乃是征西夏國大元帥狄青。這兩個賢臣，出來輔佐這朝皇帝。」

### 訛誤
有人認為文曲、魁星為同一星，也有人認為不同。也有一種說法，認為奎宿即文曲星。民間也經常把文曲和文昌混同。
其實，在民間信仰上，文昌星主文人打扮的梓潼神，而魁星則主鬼面踢斗的大魁星君。

## 天文學
在天文學，「文曲」是北魁斗第四星天權的古名（英文名：Megrez δ，大熊座第六十九號星δ星）。魁星則指《春秋運斗樞》所載：北斗中的「第一至第四為魁」。
| 星名 | 古名 | 英文名 | 拜耳恆星 命名法 | 能見度 | 距離 （光年） |
| ---- | ---- | ------ | --------------- | ------ | ------------- |
| 天樞 | 貪狼 | Dubhe  | α UMa           | 1.8    | 124           |
| 天璇 | 巨門 | Merak  | β UMa           | 2.4    | 79            |
| 天璣 | 祿存 | Phecda | γ UMa           | 2.4    | 84            |
| 天權 | 文曲 | Megrez | δ UMa           | 3.3    | 81            |

也有一說指「魁，斗之首」，認為魁星只是指北斗中的第一顆星天樞。
「文昌」則是三垣二十八宿中紫微垣的其中一個星官，有星六顆，如半月形（見圖片左邊），列在北斗魁前（因此有「魁星踢斗」之說）。分別象徵六個政府部門或官員，分別為上將、次將、貴相、司命、司中、司祿。按西方星座的畫分，這六星均屬大熊座。
| 文昌二 | 大熊υ  | Upsilon Ursae Majoris |
| 文昌三 | 大熊φ  | Phi Ursae Majoris     |
| 文昌四 | 大熊θ  | Theta Ursae Majoris   |
| 文昌五 | 大熊15 | 15 Ursae Majoris      |
| 文昌六 | 大熊18 | 18 Ursae Majoris      |

至於奎宿則為二十八宿當中西方白虎七宿的第一宿，有星十六顆 （页面存档备份，存于）。按西方星座的畫分，這十六星分屬仙女座、仙后座、雙魚座和鯨魚座。
因此，文曲、文昌、魁星和奎宿明顯各有所指。

## 參看
- 天權
- 魁星
- 武曲星
- 五文昌
- 文昌帝君

## 外部連結
- 「文曲星」的故事[永久]